# Ішеєвка
Ішеєвка (рос. Ишеевка) — робітниче селище в Ульяновському районі Ульяновської області Російської Федерації.
Населення становить 10 411 осіб. Входить до складу муніципального утворення Ішеєвське міське поселення.

## Історія
Від 2004 року входить до складу муніципального утворення Ішеєвське міське поселення.

## Населення
| 1959    | 1970    | 1979    | 1989    | 2002    | 2009    | 2010    |
| ------- | ------- | ------- | ------- | ------- | ------- | ------- |
| 5722    | ↗6062   | ↗7113   | ↗9289   | ↗10 032 | ↗10 420 | ↘10 383 |
| 2011    | 2012    | 2013    | 2014    | 2015    | 2016    | 2017    |
| ↘10 379 | ↘10 365 | ↗10 442 | ↗10 513 | ↗10 618 | ↗10 765 | ↗10 856 |
| 2018    | 2019    | 2020    | 2021    |         |         |         |
| ↘10 820 | ↗10 885 | ↘10 862 | ↘10 411 |         |         |         |